# Fanjia Manzuxiang
Fanjia Manzuxiang (kinesiska: 范家满族乡) är en socken i Kina. Den ligger i provinsen Liaoning, i den nordöstra delen av landet, omkring 330 kilometer sydväst om provinshuvudstaden Shenyang. Antalet invånare är 13514. Befolkningen består av 6 397 kvinnor och 7 117 män. Barn under 15 år utgör 16,0 %, vuxna 15-64 år 71 %, och äldre över 65 år 12,0 %.
Genomsnittlig årsnederbörd är 736 millimeter. Den regnigaste månaden är juli, med i genomsnitt 195 mm nederbörd, och den torraste är januari, med 4 mm nederbörd.